# Шкорич, Златко
Златко Шкорич (хорв. Zlatko Škorić; 27 июля 1941, Загреб, Независимое государство Хорватия — 23 мая 2019, Загреб, Хорватия) — хорватский футболист, игрок сборной Югославии.

## Карьера
Златко начал карьеру в молодежном клубе «Электрострой Загреб». В его составе он играл в течение 5 лет, с 1955 по 1960 год.

Его первым взрослым клубом стал «Динамо» из Загреба. За этот клуб он выступал на протяжении 9 лет.

За это время он провел 215 официальных матчей.

На протяжении 1 года он играл в французом футбольном клубе «Олимпик Авиньон». После 9 матчей покинул этот клуб.

В 1969 году Златко перешел в ФК «Олимпия». За данный клуб он выступал 3 года, за это время сыграл 53 матча, в которых забил один гол.

Позже он играл в немецких футбольных клубах «Штутгарт» и «Бавария». В первом он отыграл 27 матчей, а во втором провел лишь один матч.

После выступлений в Германии в 1973 году он вернулся во Францию. В составе футбольного клуба «Олимпик Авиньон» отыграл еще 68 матчей.

В 1975 году он перешел в футбольный клуб «Загреб». За 1 год в этом клубе отыграл 26 матчей.

В 1976 году завершил профессиональную карьеру игрока.

В течение 2 лет, с 1964 по 1966 год, играл за национальную сборную. Приминал участие в Олимпиаде 1964 году. Всего провел за сборную 8 официальных матчей.

## Награды
Динамо 

Первая лига
- Вице-Чемпион (4): 1962/1963, 1965/1966, 1966/1967, 1968/1969

Кубок Югославии
- Чемпион (3): 1963, 1965, 1965
- Финалист (4): 1964, 1966

Кубок ярмарок
- Чемпион (1): 1967
- Финалист (1): 1963

Бавария 

Чемпионат ФРГ
- Чемпион (1): 1972/1973